# 馬傳染性貧血
馬傳染性貧血（沼澤熱、沼澤發燒）（英文：Equine infectious anemia，簡稱：EIA）是在馬科裡的一種感染性病毒，由慢病毒屬類的病毒所引起的。和人類的愛滋病屬於同一種類型的病毒。通常得傳染原因為血液、唾液或是身上分泌的體液等。當然也可透過吸血蒼蠅感染。此病徵有分為三種狀況：急性、慢性和隱性。目前有Coggin's test診斷馬是否有感染此病毒。感染的馬類包括：家畜馬、驢、斑馬、騾子。此病毒並不會感染人。馬傳染性貧血是最早被發現的慢病毒屬，但是目前也還沒有可對抗的疫苗。

## 病徵
- 貧血
- 發燒
- 皮下組織腫脹
- 體重下降
- 黃疸

## 歷史
此病毒最早於1843年在法國發現，但後來散播至世界各地，包括美洲和亞洲等地。當時在賽馬場常有馬主為此而損失身價非凡的馬匹。